# Herb Jaworzna
Herb Jaworzna – jeden z symboli miasta Jaworzno w postaci herbu.

## Wygląd i symbolika
Herb przedstawia na białej tarczy typu hiszpańskiego, wizerunek zielonego drzewa liściastego (jaworu), z rozłożystą koroną, przy którym stoją na zielonej murawie, naprzeciwko siebie dwaj drwale trzymający siekiery oparte o jego pień. Drwale ubrani są w płaszcze w kolorze srebrnopopielatym, brązowe buty z cholewami, przy czym drwal stojący z heraldycznie prawej strony drzewa ma głowę odkrytą, zaś stojący z lewej ma na głowie czapkę rogatywkę w kolorze płaszcza.

## Historia
Herb stosowany do lat 70. XX wieku był herbem dwudzielnym w pas. Na lewej połówce znajdował się wizerunek górnika obróconego lewym bokiem, ubranego w czarny strój, rąbiącego kilofem ścianę z czarnego węgla, zaś na prawej połowie znajdował się centralnie umieszczony wizerunek drzewa jawor.

## Legenda
Istnieje legenda o powstaniu herbu: Kazimierz III Wielki, wezwany przez ojca do Krakowa, przejeżdżał przez miejsce zwane później Pańską Górą. Spotkał tam dwóch drwali rąbiących drzewo jawor. Gdy spytał co robią, otrzymał odpowiedź: „jawor se zno lo tyk co srybro sukajo” (pol.: „jawor ścinamy dla tych, co srebra szukają”). Na podstawie tej legendy powstał herb Jaworzna.